# Cystopsora
Cystopsora is een geslacht van roesten uit de familie Pucciniaceae. De typesoort is Cystopsora oleae. Deze soort werd later overgezet naar het geslacht Zaghouania als Zaghouania oleae.

## Soorten
Volgen Index Fungorum telt dit geslacht twee soorten (peildatum maart 2023):
| Soortnaam               | Auteur(s)               | Publicatiejaar |
| ----------------------- | ----------------------- | -------------- |
| Cystopsora antidesmatis | T.S. Ramakr. & Sundaram | 1952           |
| Cystopsora yunnanensis  | P. Zhao & L. Cai        | 2021           |